# Echipa națională de fotbal a Botswanei
Echipa națională de fotbal a Botswanei (Tswana: Dipitse tsa naga literar însemnând Caii sălbatici), reprezintă Botswana în fotbal și este controlată de Asociația de Fotbal a Botswanei, forul ce guvernează fotbalul în Botswana. Botswana joacă meciurile de acasă pe Stadionul Național Botswana din Gaborone cu o capacitate de 22.500 de locuri. Cel mai aproape de o calificare la mondiale a fost în 2002, dar a fost eliminată în baraj de reprezentativa Zambiei.

## Campionate mondiale
- 1930 până în 1990 - nu a intrat
- 1994 - nu s-a calificat
- 1998 - nu a intrat
- 2002 până în 2010 - nu s-a calificat

## Cupa Africii
- 1957 până în 1992 - nu a intrat
- 1994 până în 2010 - nu s-a calificat

## Antrenori
- Rudi Gutendorf (1976)
- Peter Cormack (1986–1987)
- Karl-Heinz Marotzke
- Veselin Jelušić (2002–2006)
- Colwyn Rowe (2006–2008)
- Stanley Tshosane (2009–prezent)

## Lotul actual
| 1  | P | Noah Maposa         | 3 iunie 1985 (39 de ani)       | 4  | 0 | Mochudi Centre Chiefs     |  |  |
| 16 | P | Modiri Marumo       | 6 iulie 1976 (48 de ani)       | 35 | 0 | Haras El Hodood           |  |  |
|    |   |                     |                                |    |   |                           |  |  |
| 2  | F | Gobonyeone Selefa   | 9 august 1986 (38 de ani)      | 2  | 0 | Gaborone United           |  |  |
| 3  | F | Mmusa Ohilwe        | 17 aprilie 1986 (38 de ani)    | 4  | 0 | Township Rollers          |  |  |
| 4  | F | Khutsafalo Seboloko |                                | 0  | 0 | Botswana Defence Force XI |  |  |
| 5  | F | Mompati Thuma       | 5 aprilie 1980 (44 de ani)     | 28 | 0 | Botswana Defence Force XI |  |  |
|    |   |                     |                                |    |   |                           |  |  |
| 6  | M | Nelson Gabolwelwe   | 3 septembrie 1977 (47 de ani)  | 32 | 3 | Botswana Defence Force XI |  |  |
| 8  | M | Tshepo Motlhabankwe | 17 martie 1980 (45 de ani)     | 29 | 2 | Mochudi Centre Chiefs     |  |  |
| 10 | M | Boitumelo Mafoko    | 11 februarie 1982 (43 de ani)  | 9  | 1 | Santos                    |  |  |
| 12 | M | Vincent Phiri       | 16 mai 1984 (40 de ani)        | 0  | 0 | Flamengo Santos           |  |  |
| 14 | M | Abednico Powell     | 28 ianuarie 1983 (42 de ani)   | 1  | 0 | Extension Gunners         |  |  |
| 15 | M | Dirang Moloi        | 15 iulie 1986 (38 de ani)      | 9  | 0 | Mochudi Centre Chiefs     |  |  |
| 17 | M | Joel Mogorosi       | 2 august 1984 (40 de ani)      | 12 | 0 | Township Rollers          |  |  |
| 18 | M | Mogogi Gabonamong   | 10 septembrie 1982 (42 de ani) | 34 | 2 | Santos                    |  |  |
|    |   |                     |                                |    |   |                           |  |  |
| 7  | A | Pontsho Moloi       | 28 noiembrie 1981 (43 de ani)  | 13 | 0 | Mochudi Centre Chiefs     |  |  |
| 9  | A | Jerome Ramatlhkwane | 29 octombrie 1985 (39 de ani)  | 2  | 0 | Santos                    |  |  |
| 11 | A | Diphetogo Selolwane | 27 ianuarie 1978 (47 de ani)   | 31 | 9 | Ajax Cape Town            |  |  |
| 13 | A | Malepa Bolelang     | 25 februarie 1982 (43 de ani)  | 19 | 1 | ECCO City Green           |  |  |